# Theofanis Guekas
Theofanis Guekas (grec: Θεοφάνης Γκέκας) és un exfutbolista grec que jugava com a davanter. Va començar a l'AE Làrissa 1964.